# Липјани
Липјани (пољ. Lipiany) је град у Пољској у Војводству Западно Поморје у Повјату пижишком. Према попису становништва из 2011. у граду је живело 4.204 становника.

## Становништво
Према прелиминарним подацима са пописа, у граду је 2011. живело 4.204 становника.
| 2002. | 2011. | 2012. |
| ----- | ----- | ----- |
| 4.216 | 4.204 | 4.142 |